# Hogna rubetra
Hogna rubetra är en spindelart som först beskrevs av Schenkel 1963.  Hogna rubetra ingår i släktet Hogna och familjen vargspindlar. Inga underarter finns listade i Catalogue of Life.